# Gelatinosporium betulinum
Gelatinosporium betulinum är en svampart som beskrevs av Peck 1873. Gelatinosporium betulinum ingår i släktet Gelatinosporium och familjen Dermateaceae.   Inga underarter finns listade i Catalogue of Life.